# Obsedantul deceniu
Obsedantul deceniu se referă la perioada anilor 1950 din România, care a reprezentat un deceniu plin de abuzuri pe scară largă efectuate de către autoritățile staliniste. În mod specific, această expresie este folosită cu referire la literatura română de după destalinizarea și relativa liberalizare din anii 1960, literatură care a început să discute abuzurile din epoca anilor 1950.

## Romane
Principele (1969) de Eugen Barbu reprezintă o alegorie care are ca temă regimul lui Gheorghe Gheorghiu-Dej. Acțiunea romanului are loc în Epoca fanariotă, descriind un prinț care încearcă să construiască un canal (cu referire la Canalul Dunăre-Marea Neagră), fără nici o considerație pentru supușii săi, dintre care mulți mor în timpul construcției sale.
F (1969) de Dumitru Radu Popescu a încercat să împartă vina pentru abuzurile din epoca stalinistă. Cartea este axată pe o anchetă judiciară referitoare la colectivizarea gospodăriilor țărănești, în încercarea de a a substitui reticența de a vorbi despre crime și complicitate.
Două romane, Ostinato (1971) al lui Paul Goma și Păsările (1973) al lui Alexandru Ivasiuc, au în vizor mișcările studențești bucureștene din 1956, în timpul cărora ambii autori au fost arestați. În timp ce Ivasiuc a făcut unele concesii pentru a reuși să obțină aprobarea cenzurii, Goma și-a pierdut răbdarea și a publicat romanul în Germania de Vest.
Publicat în anul 1980, romanul fluviu în trei volume ”Cel mai iubit dintre pământeni” ,scris de Marin Preda, conține cel mai cuprinzător ”Dosar de deținut” publicat în epocă asupra epocii arestărilor deținuților politici și despre anii grei de detenție politică, de asemenea constituind și cheia de boltă a obsesiei colective a ”deceniului”. De la cartea testament a lui Marin Preda (care avea să moară în condiții suspecte, pe 16 mai 1980 la vila scriitorilor de la Mogoșoaia), halta următoare a fost reprezentată de temnițele deschise, tipărirea ”Jurnalului fericirii”, ori a "Jurnalului unui jurnalist fara jurnal" și a memoriilor de deținut, precum și republicarea cărților interbelice interzise, alături de documentarele TVR, cu începere din anul 1990.